# Paramesotriton fuzhongensis
Paramesotriton fuzhongensis  (лат.) — вид амфибий из рода бородавчатых тритонов (Paramesotriton) отряда хвостатых земноводных. Общепринятого именования данного вида на русском языке нет.

## Ареал
Данный вид встречается только на северо-востоке китайской провинции Гуанси (уезды Zhongshan, Fuchuan и Gongchen).

## Описание
Общая длина около 17 см, однако описаны особи длиной до 21 см. Самцы мельче самок, имеют более короткий хвост. Передние и задние конечности почти одинаковой длины. Кожа грубая, покрытая многочисленными бородавковидными образованиями. Подобные крупные образования с боков формируют гребни. Цвет кожи спины оливково-коричневый, иногда может быть сочетание более светлых и более тёмных участков. У некоторых представителей вида вдоль позвоночника имеется длинная светлая полоса. Окраска брюха яркая, состоит из крупных, неравномерно расположенных оранжево-красных пятен, которые продолжаются вплоть до кончика рыла. У самцов пятна меньше, чем у самок. Помимо этого в брачный период хвост мужских особей приобретает серебристо-синий блеск.

## Образ жизни
Амфибии обитают в водоёмах, находящихся на высоте от 400 до 1200 м над уровнем моря. Предпочитают медленно текущие протоки, окруженные широколиственными лесами. Взрослые животных могут быть найдены на прилегающих к ручьям территориях.